# ロマンス娘
『ロマンス娘』（-むすめ）は、東宝が1956年に製作した日本映画。美空ひばり、江利チエミ、雪村いづみの三人娘が前作『ジャンケン娘』に続いて共演した。
併映は、東京映画作品『ボロ靴交響楽』（監督：西村元男。主演：宮城まり子）。
94年の年末にフジテレビで深夜で放送された。

## キャスト
- ルミ子：美空ひばり
- エリ子：江利チエミ
- ミチル：雪村いづみ
- ルミ子の父・芳造：藤原釜足
- ルミ子の母・しの：清川玉枝
- エリ子の父・清二：小杉義男
- エリ子の母・かよ：三田照子
- ミチルの母・妙子：花井蘭子
- 久保田：宝田明
- 森下：森繁久彌
- 川村会長：小川虎之助
- 婆や：三好栄子
- 中原：江原達怡
- 山崎：井上大助
- ユキ子：松山なつ子
- デパートの老婆：飯田蝶子
- デパートの部長：村上冬樹
- デパートの課長：瀬良明
- 新聞記者：桜井巨郎
- 買い物する女：塩沢登代路（塩沢とき）
- 縁談を持ち込む女：音羽久米子
- 宝塚劇場の中年男：佐田豊

## あらすじ
ルミ子達は仲良しの3人娘。町内の夏祭りの盆踊りでは雨に降られる騒ぎも起きた。
詰襟学生服のボーイフレンドの3人は今度の自転車旅行の足りない費用を捻出出来ないと情けない顔をしたため3人は呆れ果てる。そこで一発奮起してデパートでアルバイトするが失敗や騒ぎを起こしてばかりだ。
ある日、ふとした親切からデパートの社長に気に入られ豪邸の自宅に招待される。
そこへ社長の生き別れの子と称した少年を連れた怪しい男が現れる。
実は3人娘の一人の父で道楽の果てに離婚して町を飛び出していたが謝礼金詐欺を企もうと久しぶりに戻って来たのだ。
本当は親子の名乗りを上げたいのだが・・・。